# Felix Christian Klein
Félix Christian Klein (Düsseldorf, 1849. április 25. – Göttingen, 1925. június 22.) német matematikus.

## Élete és munkássága
Düsseldorfban született. A Bonni Egyetemen Julius Plücker tanítványa, később asszisztense lett. Ő adta ki mesterének utolsó munkáját, a Neue Geometrie des Raumes (A tér új geometriája) című könyvét 1868-ban.

### Pályafutása
22 éves volt, amikor Párizsban megismerkedett Sophus Lie (1842–1899) kiváló, akkor még szintén fiatal, norvég matematikussal. Köztük személyes és szakmai barátság szövődött. Együtt ismerték meg a kitűnő francia matematikusnak, Camille Jordannak (1838–1921) 1870-ben megjelent Traité des substitutions et des équations algébriques (Értekezés a szubsztitúciókról és az algebrai egyenletekről) című könyvét. Ebből igen nagy hatással volt rájuk az akkor kibontakozó csoportelmélet. Úgy határoztak, hogy Lie a folytonos és Klein a diszkrét csoportok elméletét vonja be kutatásai körébe. 1872-ben Klein az Erlangeni Egyetemen kapott tanszéket. Itt dolgozott 1875-ig, aztán a Müncheni Műszaki Főiskola és a Lipcsei Egyetem után 1886-tól végleg megmaradt a Göttingeni Egyetemen, amely Gauss, Dirichlet és Riemann munkálkodásának eredményeként még akkor is a matematika egyik európai fellegvára volt. Klein kutatásai kiterjedtek a csoportelmélet, az algebrai egyenletek, az elliptikus függvények, az automorf függvények és a nemeuklideszi geometriák területére.

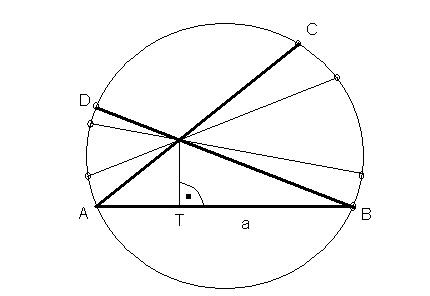
Ultraparalel egyenesek

### A hiperbolikus geometria modellje
A hiperbolikus geometria modelljének megteremtésében felhasználta Cayley zseniális távolság-definícióját. Megfeleltetést hozott létre egy kúpszelet, például egy ellipszis (kör) belső pontjai és a végtelen kiterjedésű hiperbolikus sík pontjai között. A Cayley-féle távolsággal számolva az ellipszis belsejének geometriája ugyanazon ívelemből származtatható, mint a hiperbolikus geometria. Láttuk egyszersmind Gauss gondolatmenetét, amellyel kimutatta, hogy egy tér íveleme egyedül is megszabja a tér geometriáját. A Klein-féle leképezésben a Bolyai-sík pontjai például egy kör belső pontjaiba mennek át. Az egyeneseknek a végpontjaitól megfosztott húrok felelnek meg, a párhuzamos egyeneseknek pedig a közös végpontú húrok (végpont nélkül) így például (lásd ábra) az a egyenesen kívüli P pontból az a-val párhuzamosan két egyenes húzható: AC és BD. Ezeknek nincs közös pontjuk a-val. A szaggatott vonalú egyenesek az ultra paralel egyenesek stb. Az euklideszi sík egy körében a Cayley-mértéken felépült geometria tehát izomorf a hiperbolikus sík geometriájával, de belátható izomorfiája az euklideszi síkkal is (például inverzióval), tehát az euklideszi és a hiperbolikus sík is izomorf. Ebből következik, hogy a hiperbolikus geometria ellentmondásmentes, hiszen a vele izomorf euklideszi geometria az. E gondolatmenet minden további nélkül kiterjeszthető a háromdimenziós térre is, ahol a kör szerepét a gömb veszi át.

### A geometriaitranszformációkcsoportja
A hiperbolikus geometriák modelljeinek – mert nem csupán a Cayley–Klein-modell létezik – csak egyik hasznuk volt, hogy meggyőzték a matematikusokat a modellezett geometria szigorú logikai megalapozottságáról, ugyanakkor ezek a modellek feltárták az új geometria és a matematika más területei közötti kapcsolatokat is. Elősegítették tehát az alkalmazást, és mindinkább meghatározták a hiperbolikus geometria helyét a többi geometria között. Éppen Klein látott meg egy osztályozási szempontot. Észrevette ugyanis, hogy a geometriai transzformációk is csoportot alkotnak. Egy halmaz csoport, ha elemeire definiálva van egy asszociatív művelet; van egy olyan eleme, amelyet a művelet változatlanul hagy; és e műveletre nézve minden elemnek létezik inverze. A geometriai transzformációk ezeket a követelményeket kielégítik. A köztük fennálló műveletnek tekinthető a transzformációk egymás utáni alkalmazása, amit általában szorzásnak szokás nevezni; a transzformációk csoportjában létezik identitás, vagyis a csoport egységelemes; és minden transzformációnak van inverze. Valamely geometriát meghatároznak az abban tárgyalt elemi alakzatok és az ezekre megengedett transzformációcsoport. Ezeket meg kell adni. Egy ilyen módon definiált geometria kutatja elemi alakzatainál azokat a tulajdonságait, amelyek a benne megengedett transzformációkkal szemben invariánsak. A sík euklideszi geometriája a sík alakzatok olyan tulajdonságait vizsgálja, amelyek változatlanok az eltolással és a pont körüli elforgatással szemben. Ez megfelel annak az euklideszi követelménynek, hogy a síkalakzatok a síkban való mozgatáskor nem változnak, merevek. Ezek a transzformációk meghatározhatók analitikusan is az ún. transzformációs formulákkal. Az euklideszi geometriában, ha egy P(x; y) pont transzformáltja a P'(x'; y') pont, akkor a transzformációs formulák:
{\displaystyle x'=ax+by+c}
{\displaystyle y'=dx+ey+f},
ahol az együtthatók valós számok, és {\displaystyle ae-bd=1}.

### Az „erlangeni program”
Az erlangeni program a különféle geometria alágainak újszerű, struktúraelméleti nézőpontból történő absztrakciója és összefoglalása volt, amit Klein 1872-ben fejtett ki, egyetemi székfoglaló előadásában, Erlangenben. (Az előadás később nyomtatásban is megjelent több nyelven, A legújabb geometriai vizsgálatok összehasonlító áttekintése címen, de a matematikusok erlangeni program néven idézik.) Nemcsak új, tömör szemléleti és módszertani keretet adott a geometria szerteágazó ágainak, hanem – ami ezzel együtt jár – az absztrakció „még be nem járt” tartományainak felderítésével új elméletek születésére is lehetőséget adott. . Minden olyan alapalakzatra építhető új geometria, amelyekre valamely transzformációcsoport alkalmazható. Klein „erlangeni programja” az első olyan jelentős geometriai alkotás, amelyre nem mondhatjuk, hogy akár csíráiban is már az ógörögöknél létezett. Hatásai a geometriában mind a mai napig nyomon követhetők.